# 구다카 도모오
구다카 도모오(일본어: 久高 友雄, 1963년 3월 14일 ~ 1999년 9월 22일)는 일본의 전 축구 선수이다.

## 구단 경력
1981년 일본 사커 리그의 마쓰시타 전기(감바 오사카)에 입단했다. 1990년에 천황배 우승을 차지했다. 1994년 재팬 풋볼 리그의 세레소 오사카로 이적했다. 1994년 재팬 풋볼 리그 우승으로 J1리그로 승격했다. 1995년후 현역 은퇴.

## 사망
1999년 여름, 그는 위암 진단을 받았으나 끝내 회복하지 못하고 9월 22일에 세상을 떠났다. 당시 그의 나이는 불과 36세였다.